# Karl Luze
Karl Luze, auch Carl Luze (* 4. August 1864 in Altenmarkt an der Triesting; † 8. Februar 1949 in Wien) war ein österreichischer Chordirigent und letzter Hofkapellmeister.

## Leben
Luze wurde als Sohn eines Oberlehrers geboren, von dem er bereits als Kind die erste musikalische Ausbildung erhielt. Im Alter von zehn Jahren kam er zunächst als Sängerknabe ins Stift Heiligenkreuz, kurz darauf als Hofsängerknabe an die Wiener Hofmusikkapelle. Ab 1874 besuchte er das Löwenburgkonvikt (heute Piaristengymnasium) und studierte von 1879 bis 1882 am Konservatorium der Gesellschaft der Musikfreunde Orgel und Musiktheorie bei Anton Bruckner und Klavier bei Wilhelm Schenner.
Ab 1882 wirkte er als Bassist im Chor der Wiener Hofmusikkapelle und der Hofoper, ehe er 1883 durch Hans Richter Solokorrepetitor und 1898 unter Gustav Mahler Chordirigent der Hofoper wurde, an der er 42 Jahre lang wirkte. Von 1898 bis 1926 und 1929 war er Chordirektor und von 1903 bis 1933 erster Dirigent der Hofmusikkapelle und somit letzter Titularhofkapellmeister. 
Von 1899 bis 1910 leitete er das Orchester der Gesellschaft der Musikfreunde in Wien und war von 1905 bis 1908 Leiter der Opernabende und Ensembleübungen am Wiener Konservatorium. 
Luze wurde 1913 neben Viktor Keldorfer und Ferdinand Grossmann Chormeister des Wiener Männergesang-Vereins, eine Funktion, die er bis 1934 ausübte. Von 1922 bis 1929 war er überdies neben Keldorfer und Carl Führich Bundeschormeister des Ostmärkischen (Niederösterreichischen) Sängerbundes.
Nach dem Zusammenbruch der k. u. k. Monarchie gelang es ihm gemeinsam mit dem Rektor der Hofburgkapelle, Josef Schnitt, die bereits stillgelegte Kapelle zu reaktivieren, die 1923 vom Bund übernommen wurde und bis heute den Wienern Philharmonikern und den Wiener Sängerknaben als Aufführungsort dient.

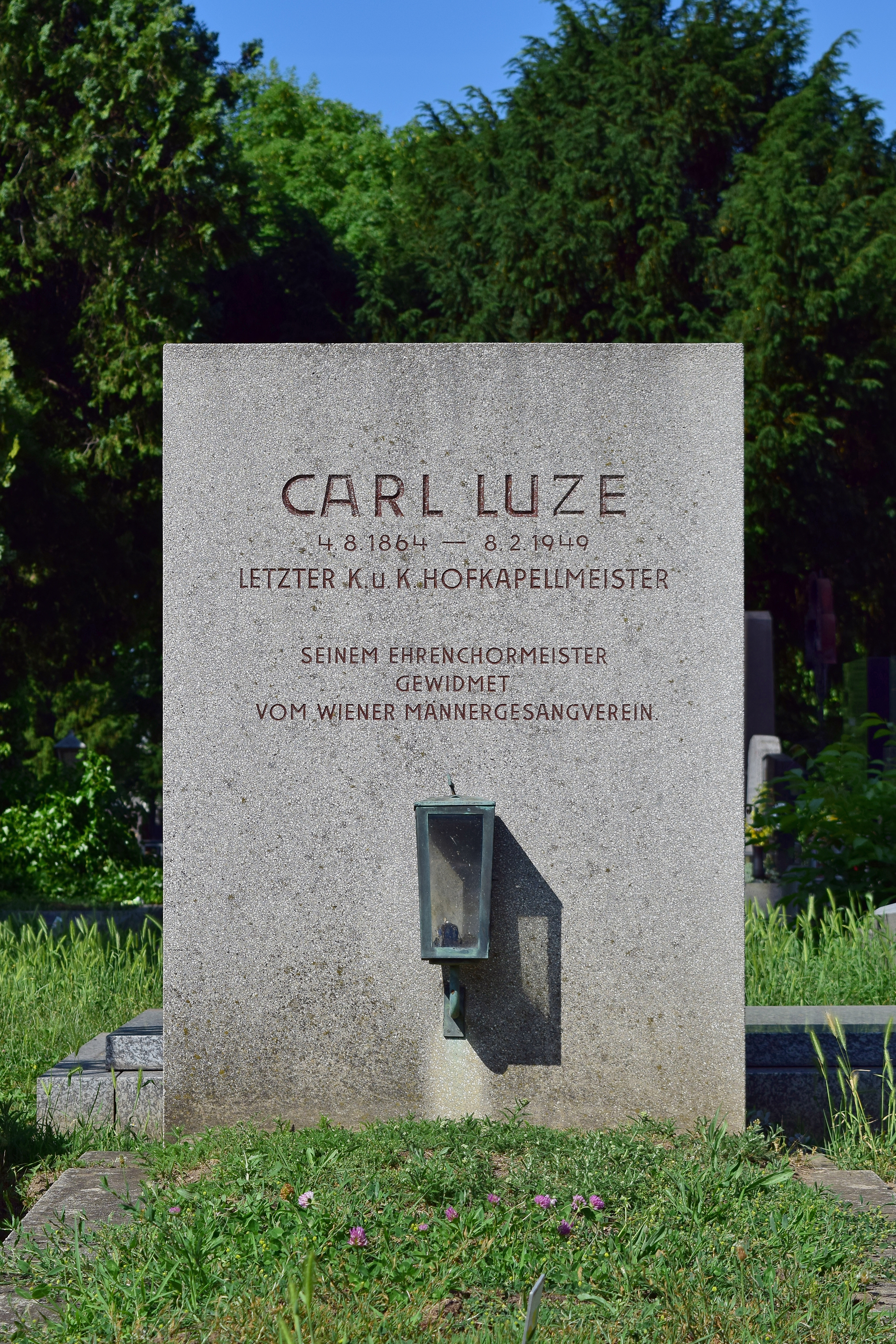
Grab von Karl Luze am Wiener Zentralfriedhof

Karl Luze ist in einem Ehrengrab auf dem Wiener Zentralfriedhof (Grab Gruppe 33H/4/4) bestattet.

## Ehrungen, Auszeichnungen und Titel
- Franz-Joseph-Orden
- Albrechts-Orden
- Bayrischer St. Michaels-Orden[4]
- Goldenes Ehrenzeichen der Republik Österreich
- 1924: Ehrenmitglied des Wiener Männergesang-Vereins
- 1927: Ehrenchormeister des Wiener Männergesang-Vereins
- 1927: Ehrenbürger von Altenmarkt an der Triesting
- 1933: Titel „Hofrat“ anlässlich des Rücktrittes von der Leitung der Hofkapelle
- Ehrenmitglied des Ostmärkischen Sängerbundes
- Professor
- Regierungsrat

## Gedenkstätte
- „Luzegasse“ in Kaiserebersdorf[5]